# Episodi di Hooperman (seconda stagione)
La seconda e ultima stagione della serie televisiva Hooperman è stata trasmessa in anteprima negli Stati Uniti dalla ABC tra il 30 novembre 1988 e il 26 luglio 1989.
| nº | Titolo originale                     | Titolo italiano | Prima TV USA     | Prima TV Italia |
| -- | ------------------------------------ | --------------- | ---------------- | --------------- |
| 1  | Requiem for an S.O.B.                |                 | 30 novembre 1988 |                 |
| 2  | We'll Always Have Paris              |                 | 7 dicembre 1988  |                 |
| 3  | Who Do You Truss?                    |                 | 14 dicembre 1988 |                 |
| 4  | In Search of Bijoux                  |                 | 21 dicembre 1988 |                 |
| 5  | Look Homeward, Dirtbag               |                 | 11 gennaio 1989  |                 |
| 6  | Nightmare in Apartment One           |                 | 18 gennaio 1989  |                 |
| 7  | Hooperman Goes to Hell in a Handcart |                 | 25 gennaio 1989  |                 |
| 8  | Rashomanny                           |                 | 1º febbraio 1989 |                 |
| 9  | In the Still of My Pants             |                 | 8 febbraio 1989  |                 |
| 10 | The Dating Game                      |                 | 15 febbraio 1989 |                 |
| 11 | Intolerance                          |                 | 22 febbraio 1989 |                 |
| 12 | The Nun and I                        |                 | 1º marzo 1989    |                 |
| 13 | The Sure Thing                       |                 | 15 marzo 1989    |                 |
| 14 | The Long So Long                     |                 | 22 marzo 1989    |                 |
| 15 | Stakeout                             |                 | 14 giugno 1989   |                 |
| 16 | Dog Day Afternoon, Morning and Night |                 | 21 giugno 1989   |                 |
| 17 | Love Bytes                           |                 | 28 giugno 1989   |                 |
| 18 | Take My Building, Please             |                 | 5 luglio 1989    |                 |
| 19 | Some of That Jazz                    |                 | 12 luglio 1989   |                 |
| 20 | Goodnight, Sweet Hooperman           |                 | 26 luglio 1989   |                 |